# Kastellet
A koppenhágai Kastellet Észak-Európa egyik legjobb állapotban fennmaradt erődítménye. Alaprajza ötágú csillag alakú. Öt bástyája a következő neveket viseli: Király-bástya (Kongens Bastion), Királynő-bástya (Dronningens Bastion), Gróf-bástya (Grevens Bastion), Hercegnő-bástya (Prinsessens Bastion) és Herceg-bástya (Prinsens Bastion). Az erődnek saját temploma és szélmalma is van.

## Történelem

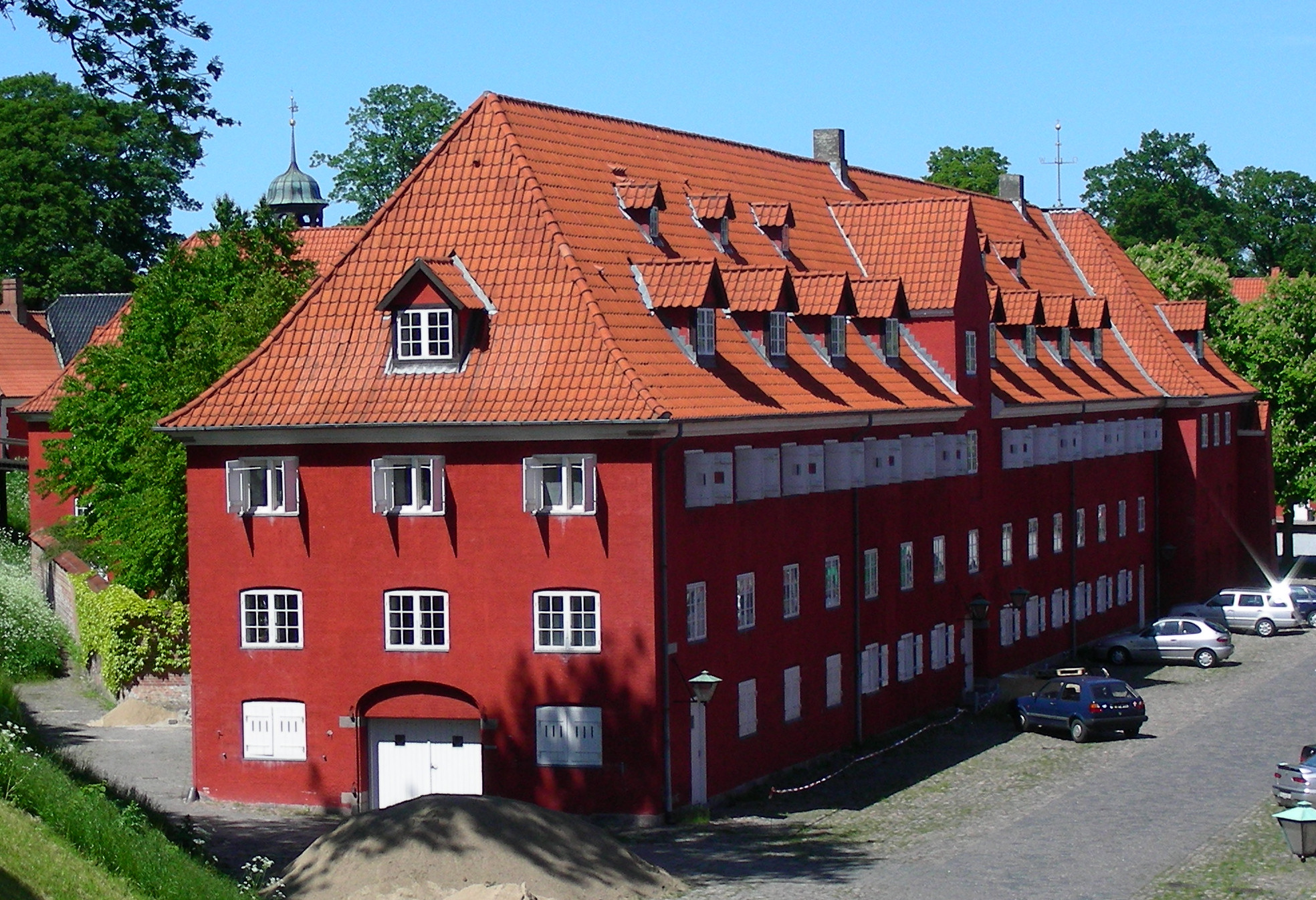
A déli raktár (Søndre Magasin)

A Kastellet építését IV. Keresztély dán király kezdte el 1626-ban, amikor Koppenhága városfalának északi részén egy várárkot ásatott. A királynak nagy tervei voltak: eredetileg egy kastélyt építettek volna ide, ahol az uralkodó maga is menedéket találhatott volna, de ezt a tervet pénzügyi okokból elvetették. Az építkezést másodszülött fia és utódja, III. Frigyes folytatta. Koppenhága svéd ostroma (1658-1660) után a holland építészt, Henrik Rusét bízták meg az építmény újjáépítésével és kibővítésével. Az erőd a Citadellet Frederikshavn („Frederikshavni Citadella”) nevet kapta, de inkább Kastellet („a citadella”) néven ismert.
Az erődítmény szerepet játszott a város megvédésében az angolok ellen az 1807-es koppenhágai csatában. Itt nőtt fel Christen Købke (1810–1848) dán festő, a dán festészet aranykorának egyik jeles képviselője, aki számos képet festett a területről.
A Kastellet renoválására 1989-1999 között került sor.

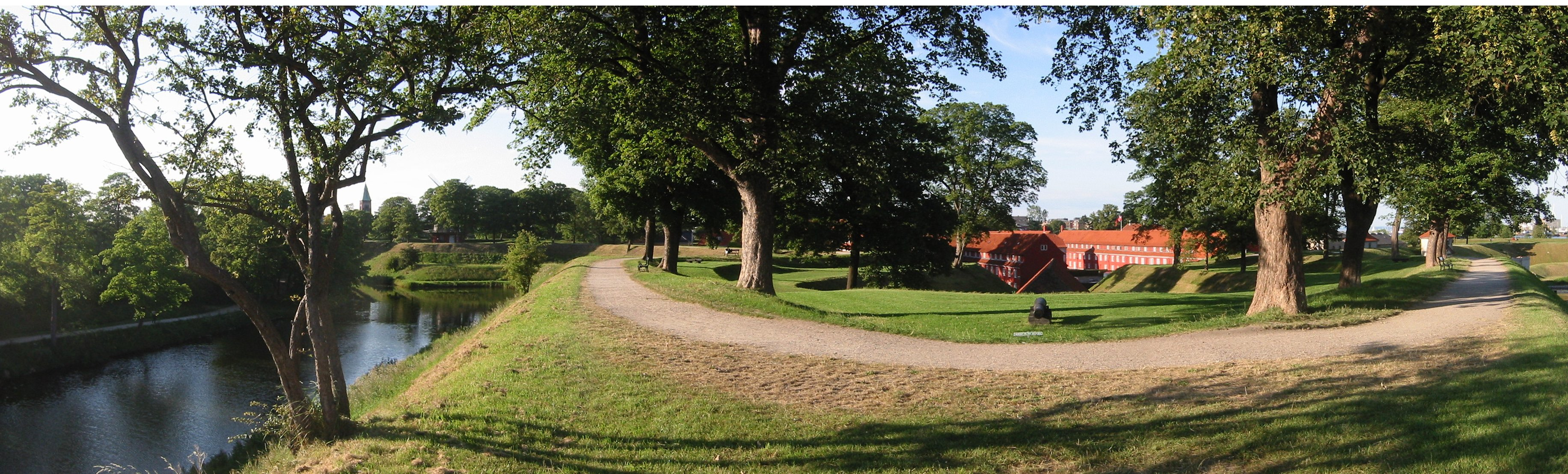
A Kastellet panorámája

## Fordítás
- Ez a szócikk részben vagy egészben a Kastellet, Copenhagen című angol Wikipédia-szócikk ezen változatának fordításán alapul.  Az eredeti cikk szerkesztőit annak laptörténete sorolja fel. Ez a jelzés csupán a megfogalmazás eredetét és a szerzői jogokat jelzi, nem szolgál a cikkben szereplő információk forrásmegjelöléseként.